# Holtzendorff-Garage

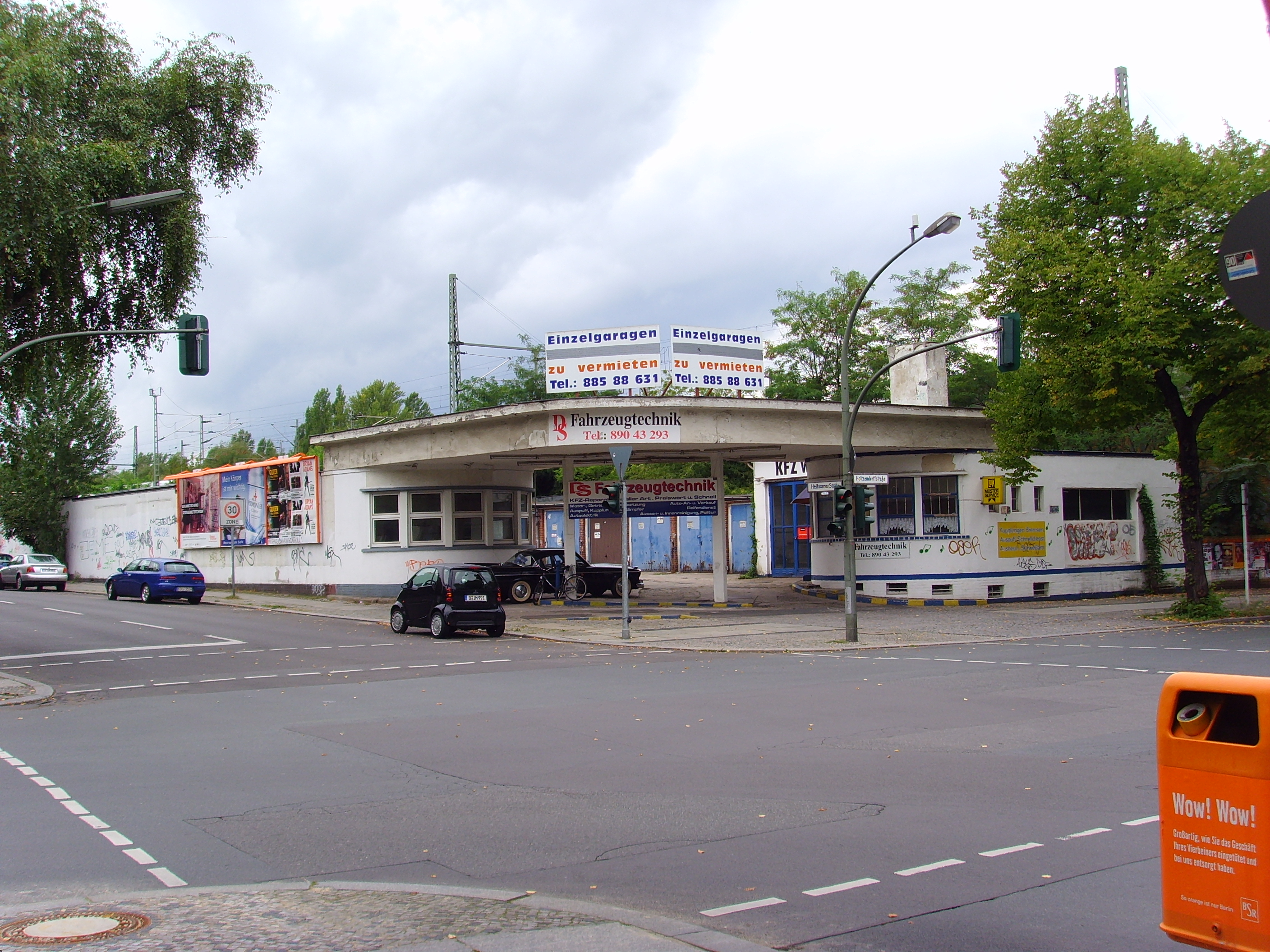
Holtzendorff-Garage, September 2008

Die Holtzendorff-Garage im Berliner Ortsteil Halensee war eine von den bekannten Berliner Architekten Walter und Johannes Krüger 1928–1929 erbaute Großgarage mit öffentlicher Tankstelle an der Ecke Heilbronner Straße und Holtzendorffstraße (heutiger Bezirk Charlottenburg-Wilmersdorf). Erhalten blieb davon nur die Tankstelle, der Rückbau der denkmalgeschützten Garagenreihen erfolgte 2012 mit Zustimmung der Bezirksverwaltung und der Denkmalbehörde Charlottenburg-Wilmersdorf.

## Geschichte
Die in den Formen des Neuen Bauens gestaltete Holtzendorff-Garage befand sich auf einem von der Deutschen Reichsbahn gepachteten Grundstück direkt am Bahndamm der Wetzlarer Bahn. Bauherr war die Deutsche Mineralöl-Vertriebs-Gesellschaft mbH (Minex). Baubeginn war der 15. Oktober 1928, am 30. Mai 1929 wurde die Garagenanlage eröffnet. Mit der Bauausführung war die Wilmersdorfer Bauunternehmung Wittling & Güldner beauftragt.
Wie bei allen Großgaragen der Zwischenkriegszeit allgemein üblich wurden hier Automobile eingestellt, repariert und mit Kraftstoffen versorgt. Ursprünglich verfügte die Holtzendorff-Garage über 47 Einzelgaragen, die für etwa zwei Reichsmark (kaufkraftbereinigt in heutiger Währung: rund 9 Euro) am Tag gemietet werden konnten. Am Westende der Garagenanlage befand sich die Reparaturwerkstatt. Die Ein- und Ausfahrt zum Garagenhof erfolgte durch die an der Straßenecke gelegene öffentliche Tankstelle. Eine zweite, den Brandschutzvorschriften geschuldete Ausfahrt befand sich an der Heilbronner Straße.

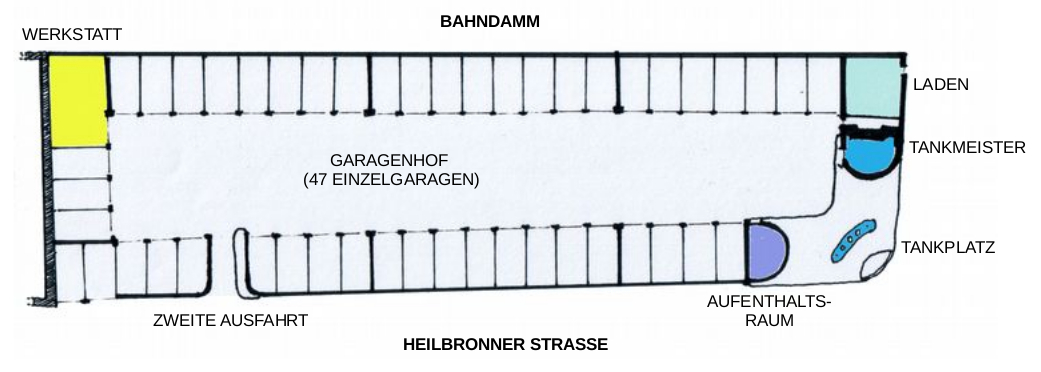
Grundriss 1929 (vor dem Anbau der zweiten Werkstatt neben der Tankstelle)
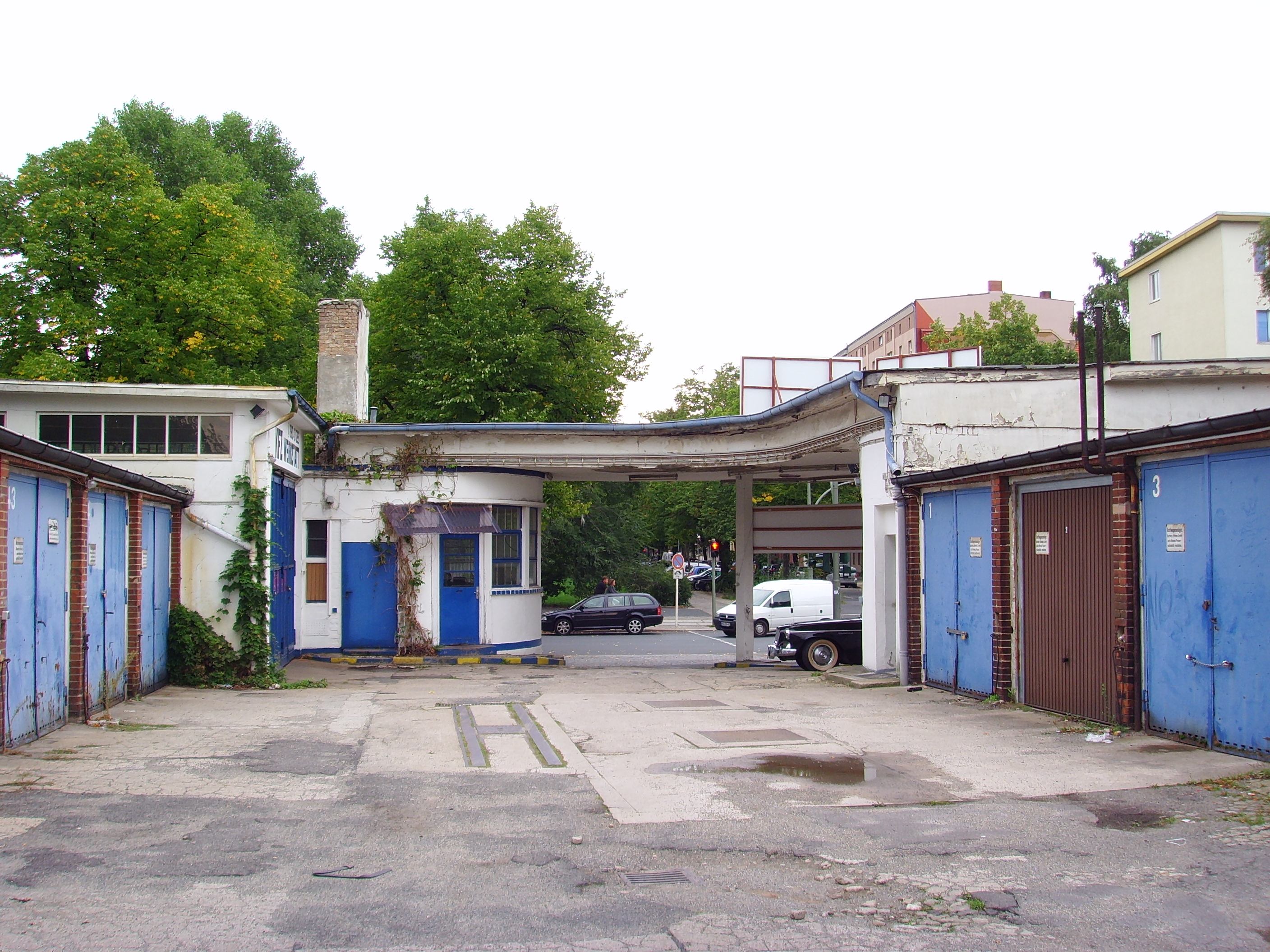
Garagenhof und Tankstelle, 2008
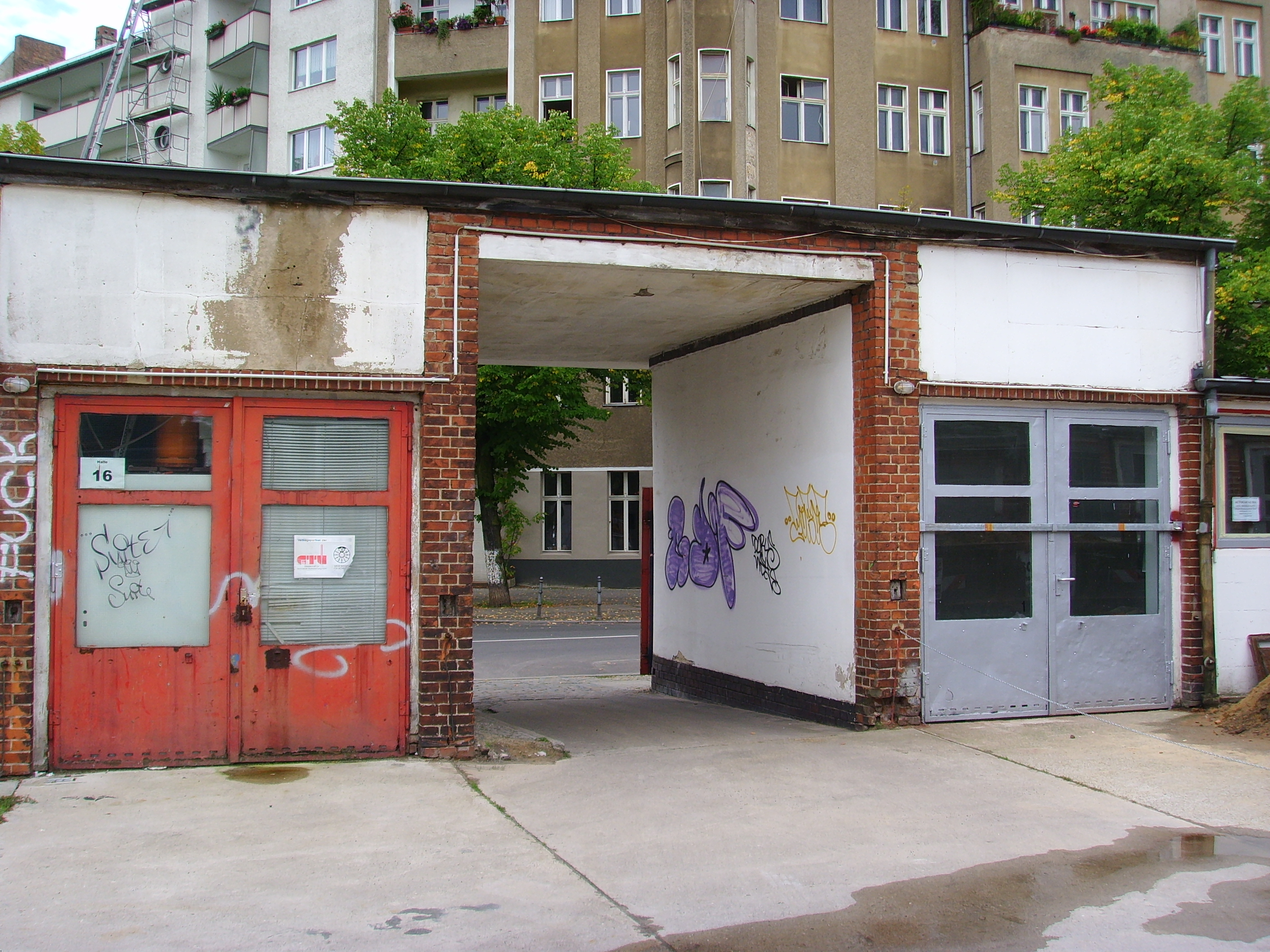
Ausfahrt vom Garagenhof zur Heilbronner Straße, 2008
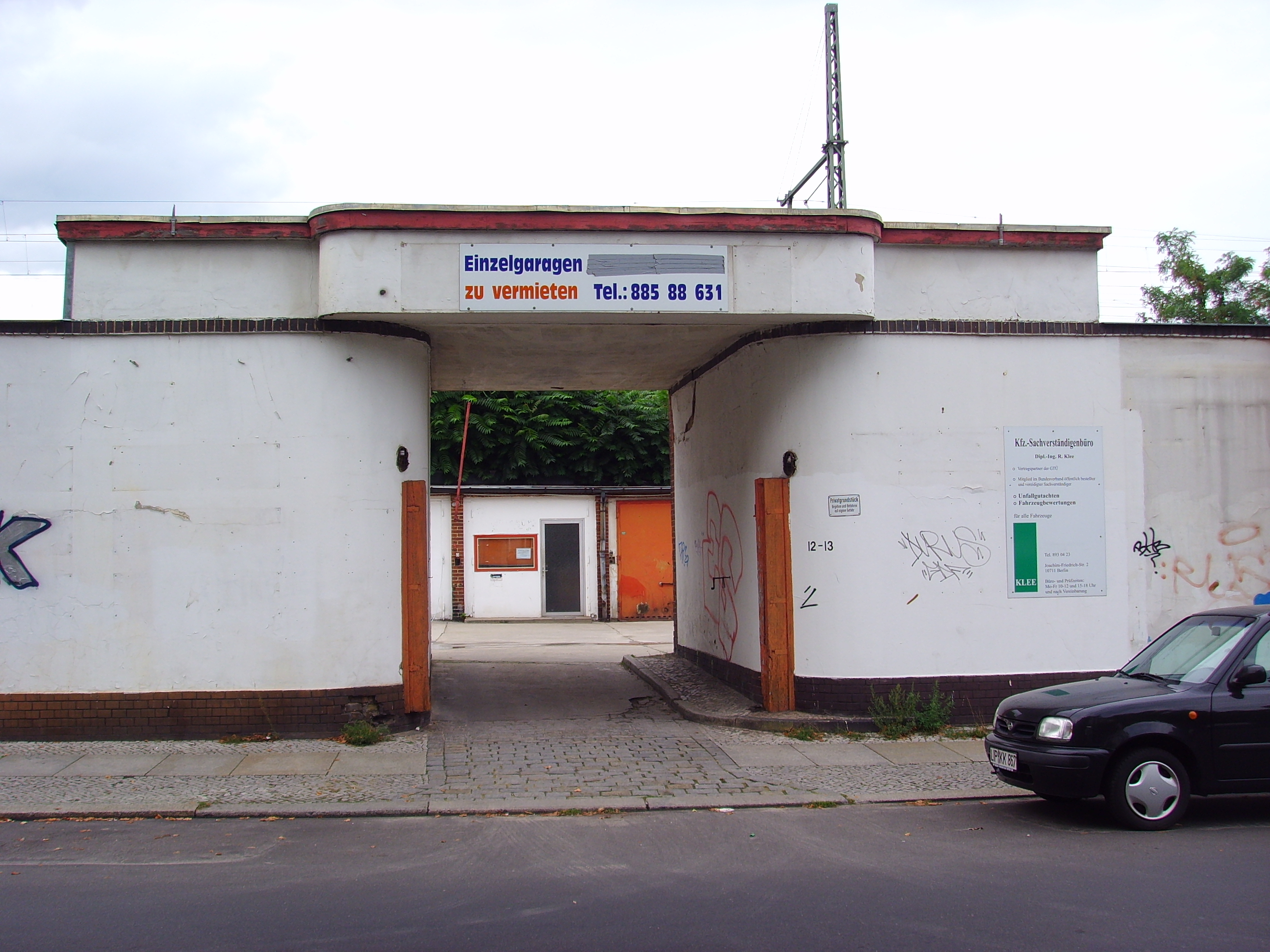
Ausfahrt an der Heilbronner Straße, 2008

Die von Hugo Schlemmer und Hans Schirmacher gegründete Minex betrieb die Großgarage bis Ende 2002. Zu diesem Zeitpunkt waren die Garagen und die Tankstelle noch in großen Teilen erhalten. Nach 2002 wurde die Immobilie von der Deutschen Bahn AG verkauft. Die Nutzung als Garagenanlage wurde auch vom neuen Eigentümer zunächst weitergeführt.
Ab 2010 begann an der im Dezember 2009 unter Denkmalschutz gestellten Großgarage dann der schleichende Verfall – die Garagen wurden entmietet, die kleine Reparaturwerkstatt aufgegeben und das Areal dem Vandalismus preisgegeben. 2012 wurden mit Zustimmung der Bezirksverwaltung und der Denkmalbehörde alle stählernen Garagentore von 1929 entfernt und ein Großteil der denkmalgeschützten Garagenanlage abgerissen. Die zunächst noch verbliebenen Garagen am Bahndamm wurden mit den Bauarbeiten für den geplanten Wohnungsneubau bis November 2017 beseitigt. 
Mit dem Substanzverlust seit 2012 (Garagenanlage und Werkstatt) verlor das Baudenkmal einen Großteil seines historischen Zeugniswerts als ein Vertreter der Bauaufgabe Großgarage. Erhalten blieb nur die markante Architektur der Tankstelle an der Straßenecke als Zeugnis der Automobilgeschichte und des stark wachsenden Individualverkehrs der 1920er Jahre in Berlin.

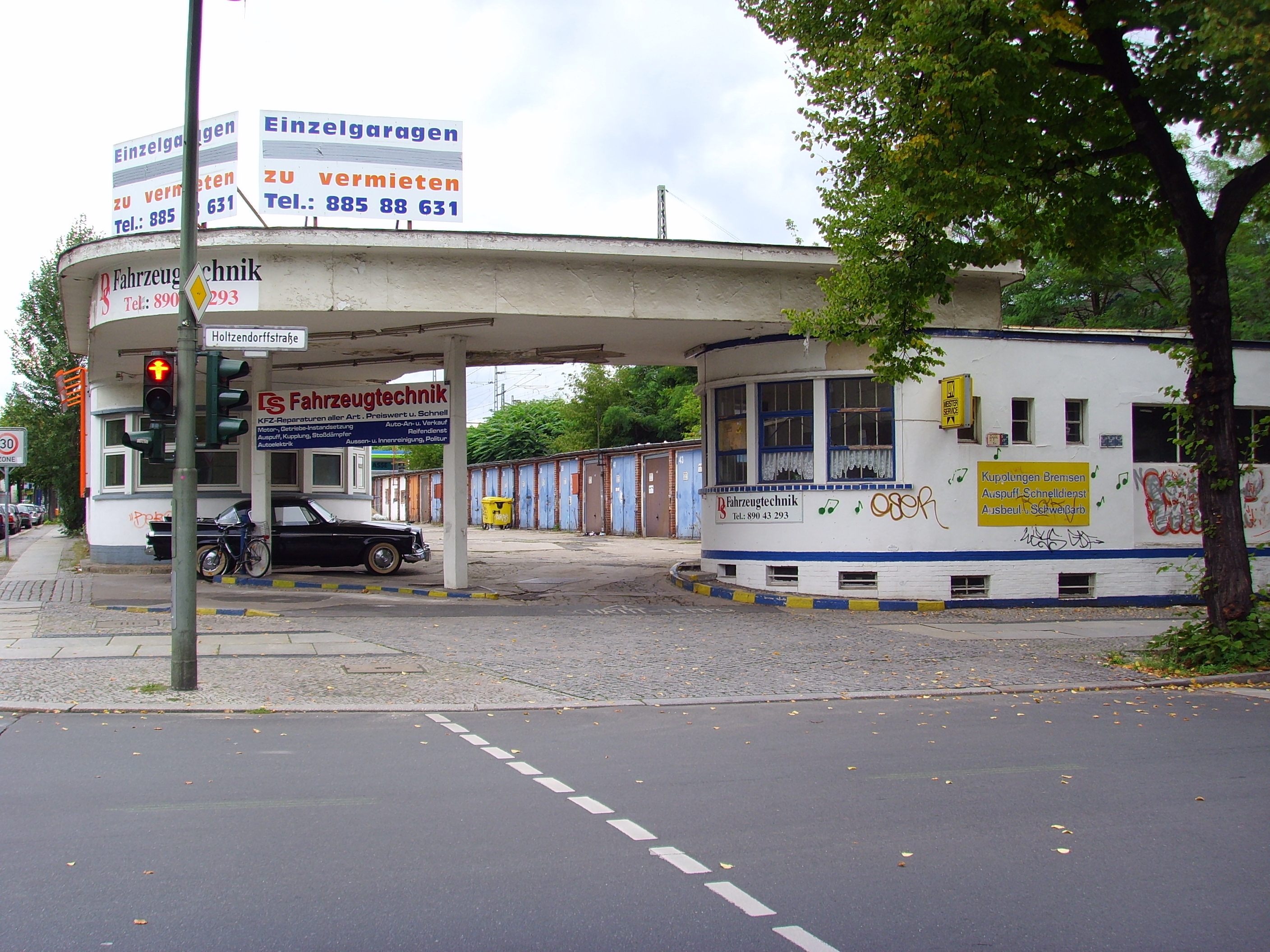
Holtzendorff-Garage, September 2008
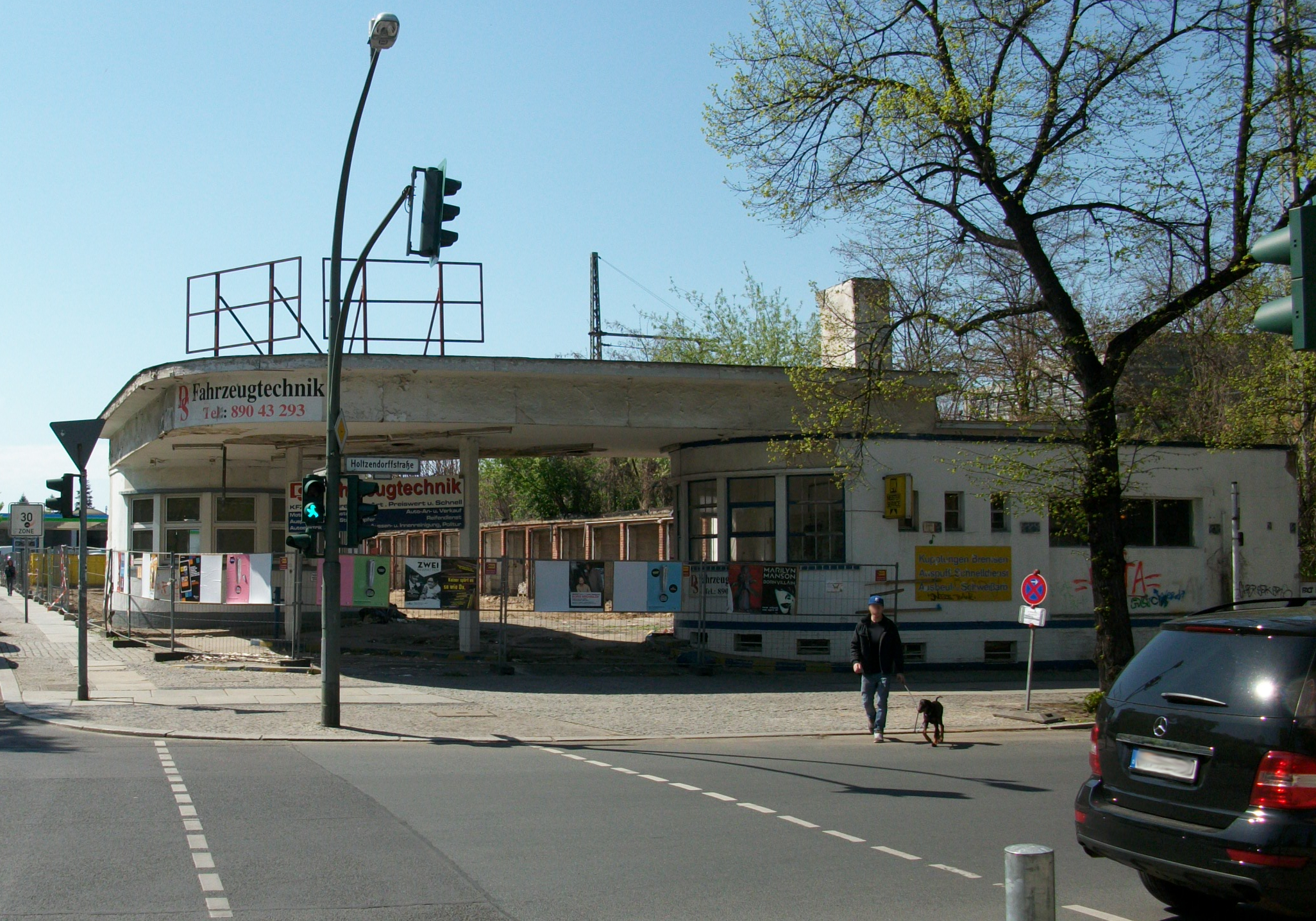
Holtzendorff-Garage, April 2012
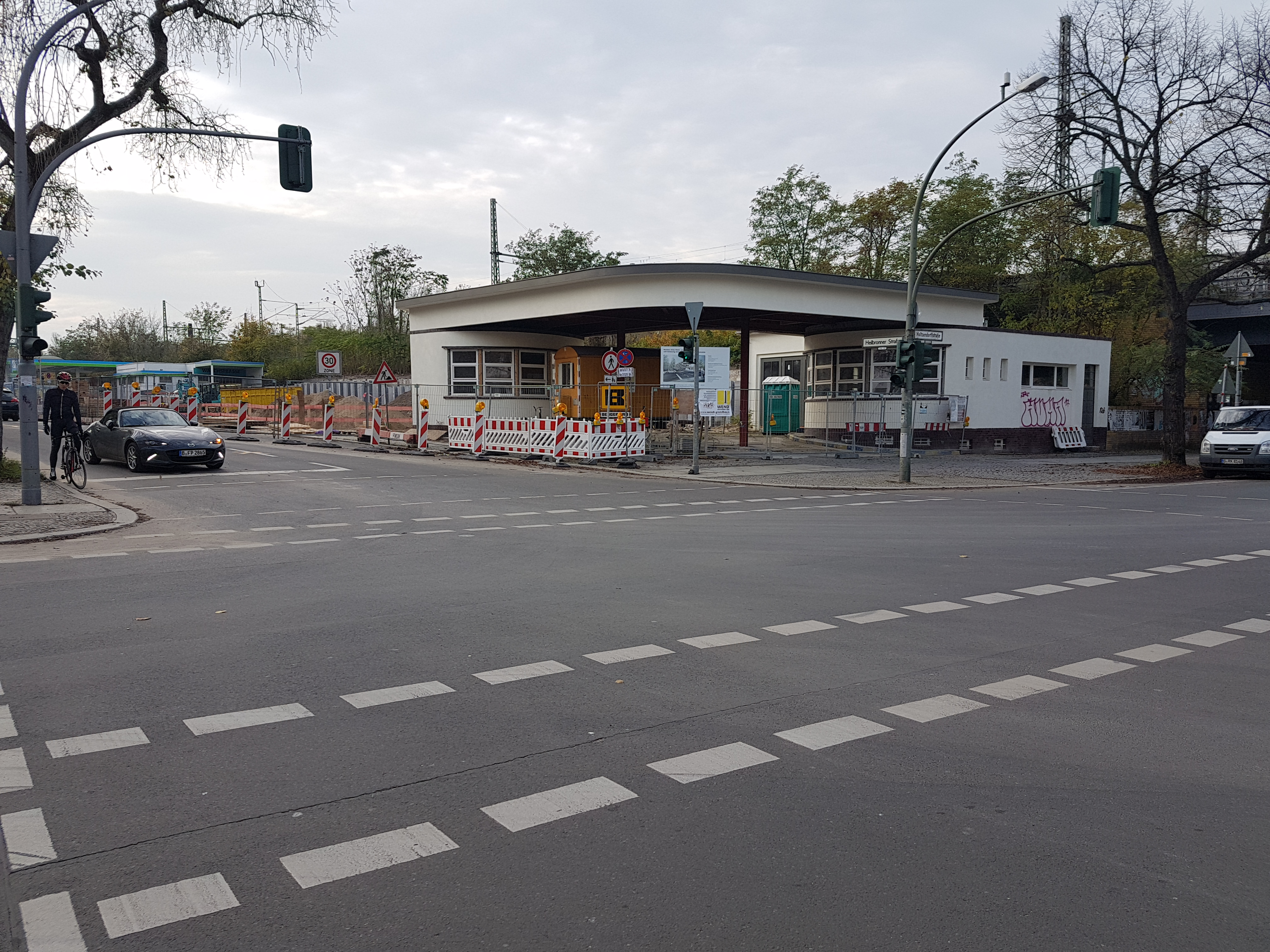
Holtzendorff-Garage, November 2017
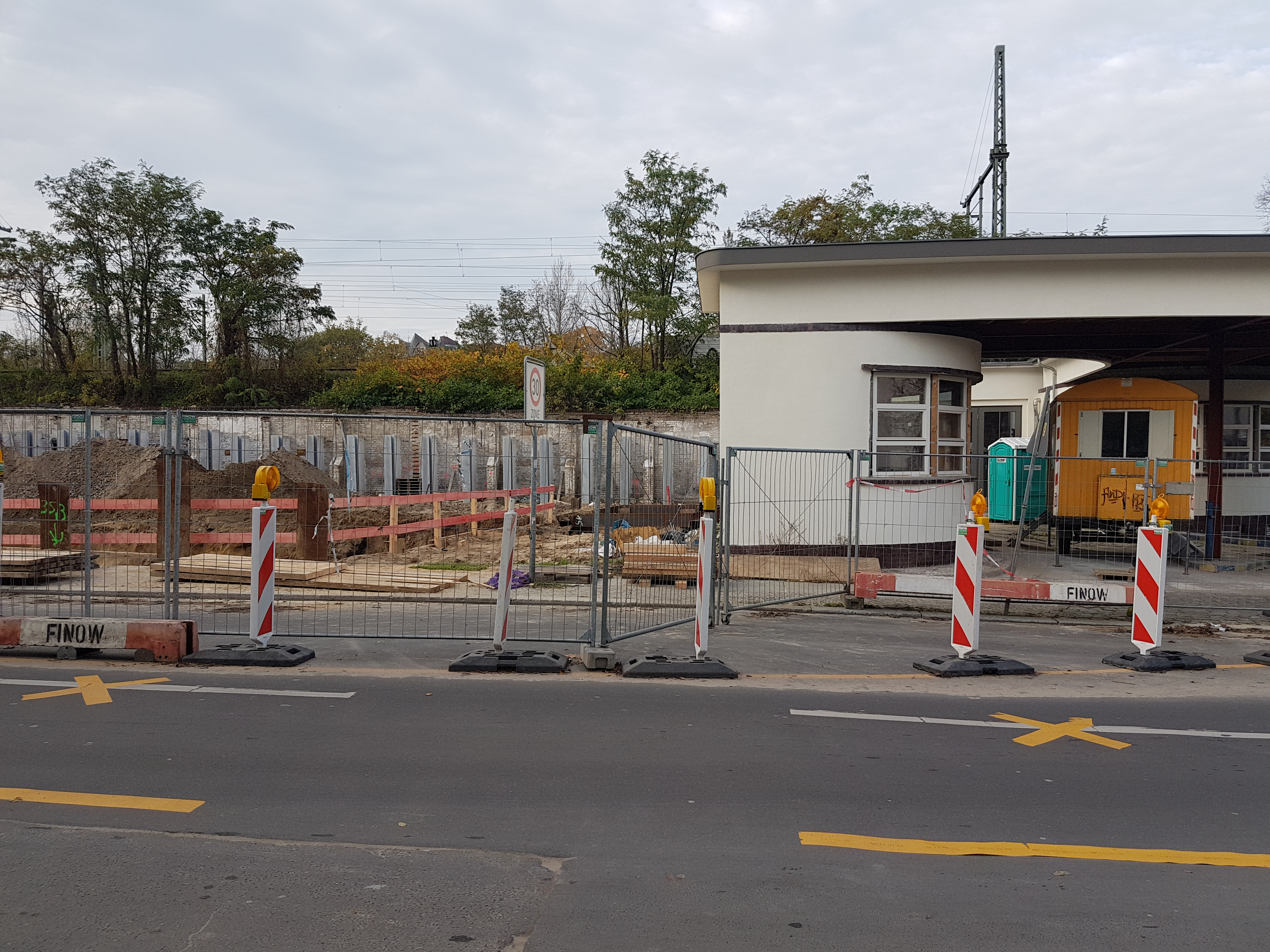
Holtzendorff-Garage, November 2017
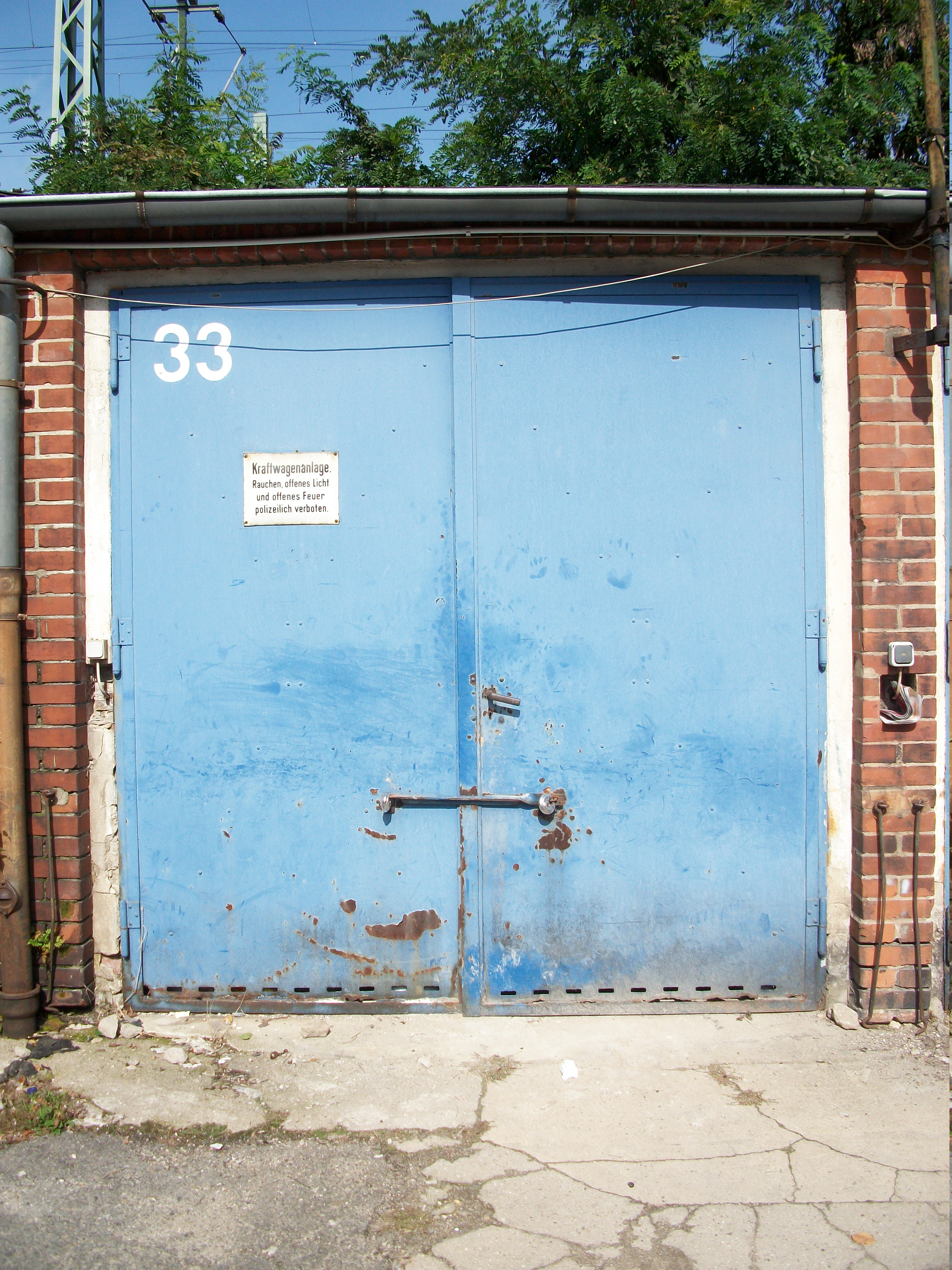
Garagentor, September 2010
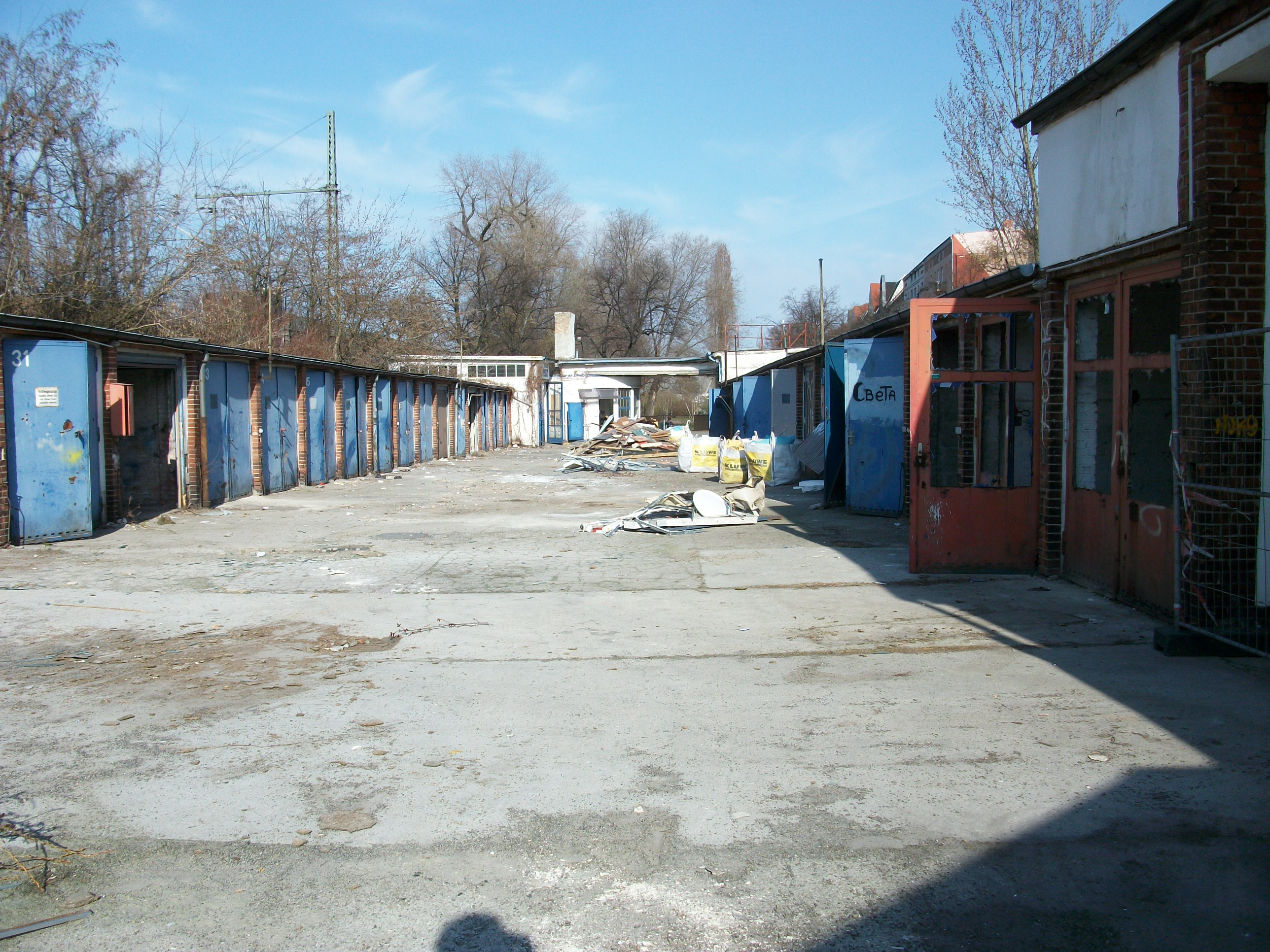
Holtzendorff-Garage, März 2012
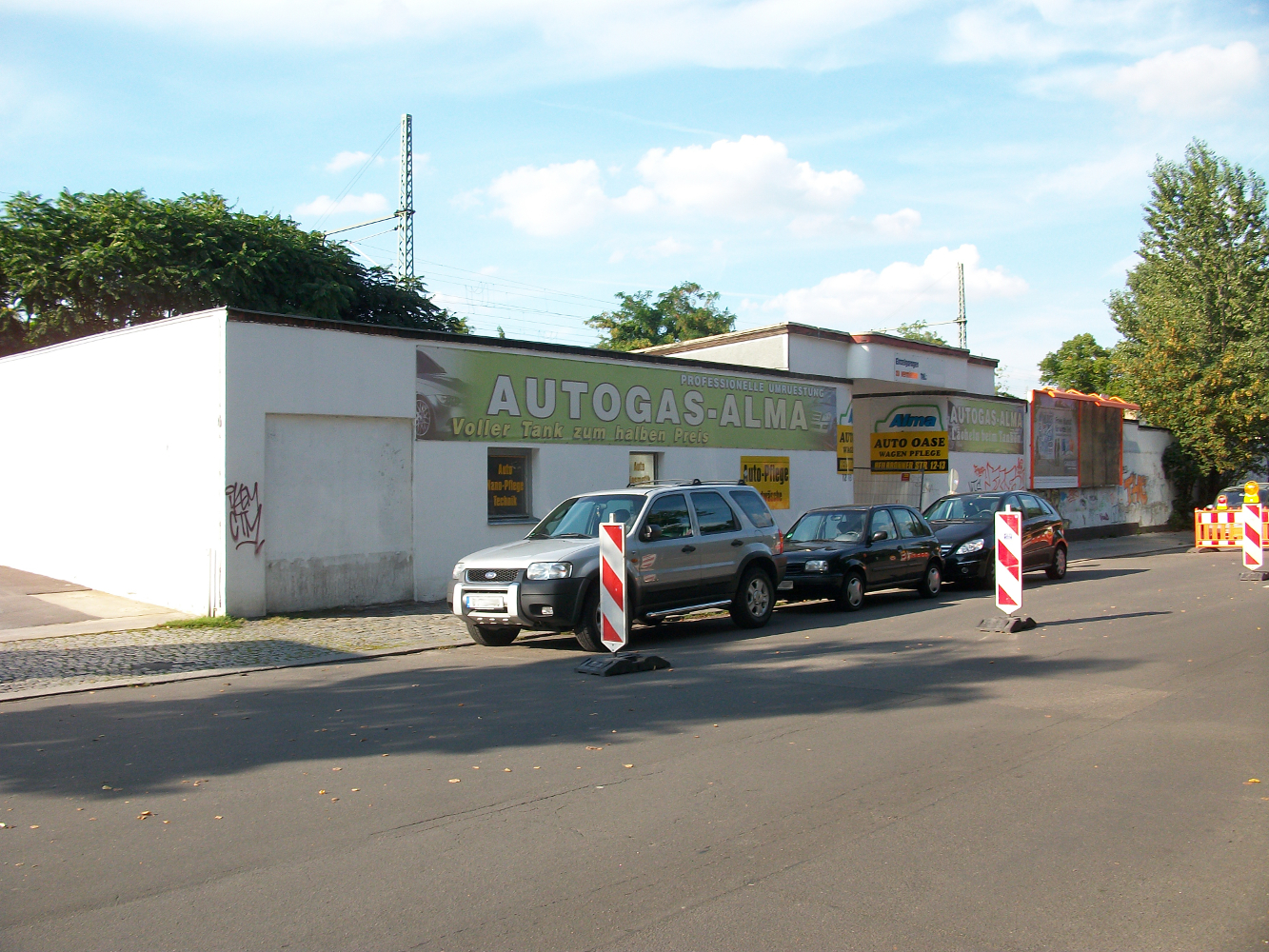
Holtzendorff-Garage, August 2011
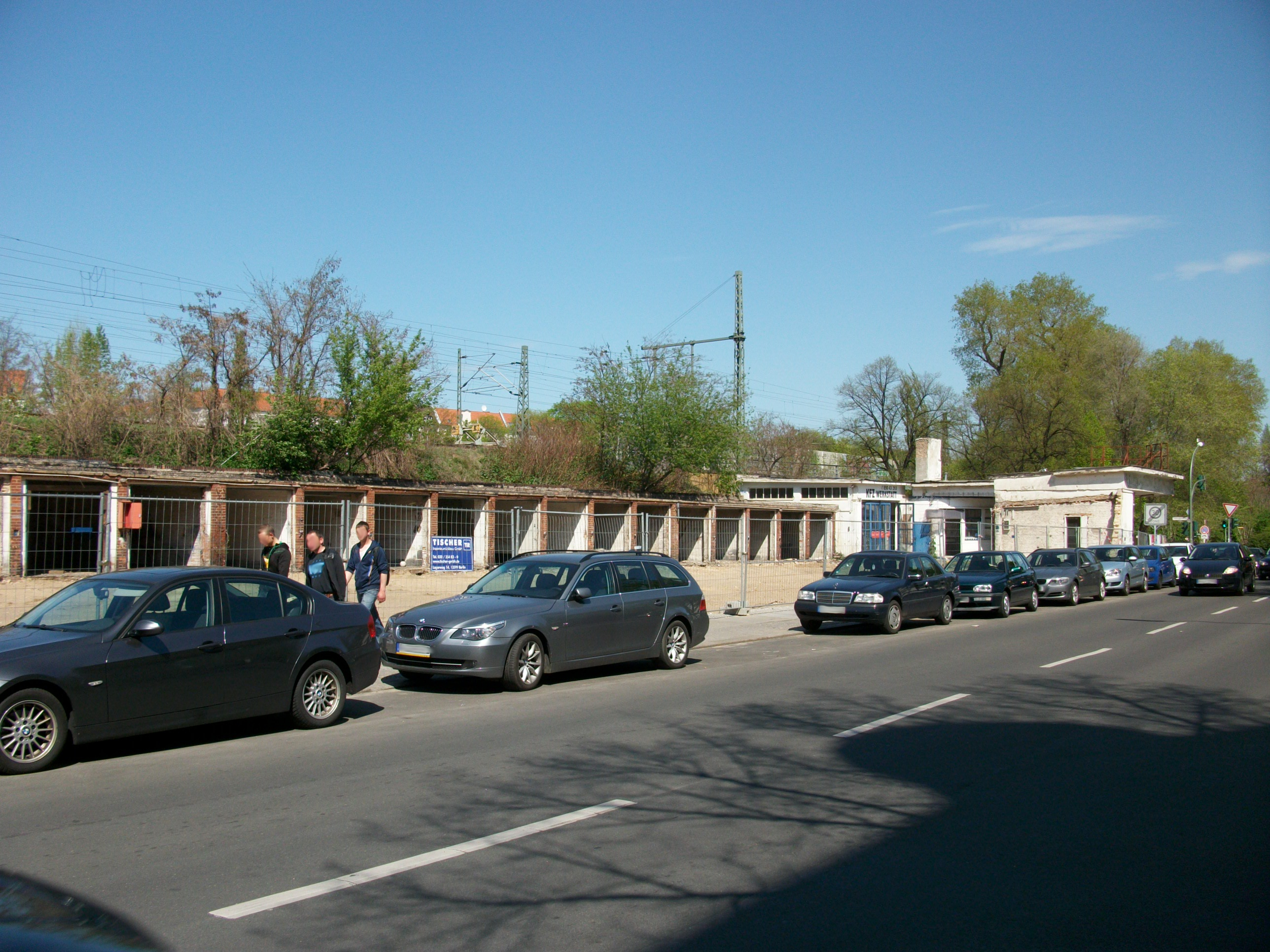
Holtzendorff-Garage, April 2012
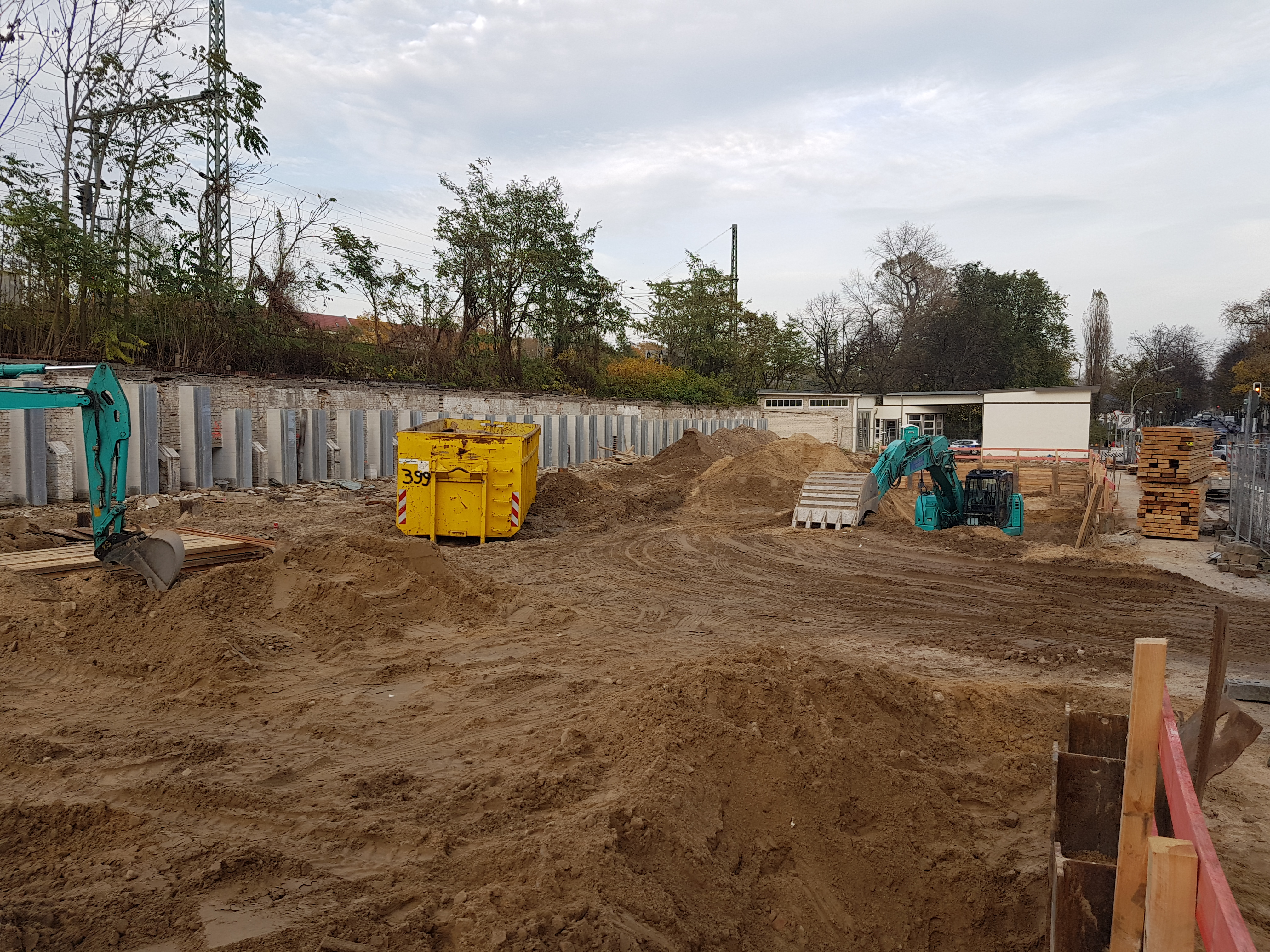
Holtzendorff-Garage, November 2017